# Gubin
Gubin fou un país amb el qual comerciaren el sumeris, sobretot al temps de Gudea de Lagash, i que s'identifica sense certesa amb el Djebel al-Akhdar, al fons del Golf d'Oman. Es creu que produïa basalt, coure i fusta de l'arbre khaluppu.